# Ajmer
Ajmer là một thành phố và là nơi đặt hội đồng đô thị (municipal council) của quận Ajmer thuộc bang Rajasthan, Ấn Độ.

## Địa lý
Ajmer có vị trí 26°27′B 74°38′Đ / 26,45°B 74,63°Đ Nó có độ cao trung bình là 472 mét (1548 foot).

## Nhân khẩu
Theo điều tra dân số năm 2001 của Ấn Độ, Ajmer có dân số 485.197 người. Phái nam chiếm 52% tổng số dân và phái nữ chiếm 48%. Ajmer có tỷ lệ 74% biết đọc biết viết, cao hơn tỷ lệ trung bình toàn quốc là 59,5%: tỷ lệ cho phái nam là 80%, và tỷ lệ cho phái nữ là 68%. Tại Ajmer, 12% dân số nhỏ hơn 6 tuổi.